# Ivan Stedman
Ivan Stedman (Australia, 13 de abril de 1895-7 de enero de 1979) fue un nadador australiano especializado en pruebas de estilo libre, donde consiguió ser subcampeón olímpico en 1920 en los 4 × 200 metros.

## Carrera deportiva
En los Juegos Olímpicos de Amberes 1920 ganó la medalla de plata en los relevos de 4 × 200 metros estilo libre, con un tiempo 10:25.4 segundos), tras Estados Unidos y por delante de Reino Unido (bronce); sus compañeros de equipo fueron los nadadores: Frank Beaurepaire, Henry Hay y William Herald. Cuatro años después, en las Olimpiadas de París 1924 volvió a ganar la plata en la misma prueba.